# Limay Mahuida (departamento)
Limay Mahuida é um departamento da Argentina, localizada na província de La Pampa.